# Koanophyllon turquinense
Koanophyllon turquinense là một loài thực vật có hoa trong họ Cúc. Loài này được (Alain) Borhidi mô tả khoa học đầu tiên năm 1983.